# Gaustatoppen
Le Gaustatoppen est le point culminant du comté de Telemark en Norvège. C'est aussi le huitième plus haut sommet du pays avec 1 883 m d'altitude.

## Toponymie
Gausta est le nom donné à la montagne, d’après une ferme située originellement au bord de la Måna, près de Rjukan. La fin du nom, toppen est la forme déclinée de topp, « le sommet, la pointe » en norvégien.

## Géographie
Le Gaustatoppen se trouve à cheval sur les communes de Tinn et de Hjartdal. Depuis son sommet, on peut voir par temps clair une aire d’environ 60 000 km2, soit environ un sixième de la superficie de la Norvège.
Le versant sud de la montagne est accidenté, dangereux et inaccessible.
Son sommet consiste en une corniche étroite qui se prolonge et descend vers le plateau du Gaustaråen.

## Histoire
Un refuge est construit en 1893 et rénové en 1998.
Un funiculaire, essentiellement financée par l’armée américaine, est construit à l'intérieur de la montagne à des fins militaires de 1954 à 1959. 
Au cours de la Guerre froide, le sommet est utilisé comme station radio et radar. À ces effets, une antenne de 55 m de haut est érigée en 1970.

## Activités
Les pentes du Gaustatoppen en font une destination prisée pour les sports d’hiver ; des compétitions s’y sont également déroulées. Parmi elles, on compte le Norseman Triathlon, dont l’arrivée se juge au sommet de la montagne.
En été, le sommet est accessible à pied par un chemin rocheux de difficulté moyenne. Le plus court chemin part d’un parking situé entre Rjukan et Tuddal, à 1 173 m d’altitude ; le dénivelé est d’environ 700 m sur une distance de 3,5 km, qui se parcourt en deux à trois heures. D’autres itinéraires, plus longs, existent au départ de Tuddal et Selstali.
Le refuge se trouve à 1 860 m d’altitude. Il est ouvert du milieu de l'été à mi-septembre tous les jours de 10 h à 18 h. Il est également possible d’y dormir, sur réservation préalable.
Le funiculaire constitue désormais une attraction touristique. Il parcourt la montagne quasiment jusqu'à son sommet. Une première section de voie ferrée amène les passagers de l’extérieur à la station basse, horizontalement sur 850 m, avant de s’élever jusqu'à la station radio sur 1 045 m à 39°.

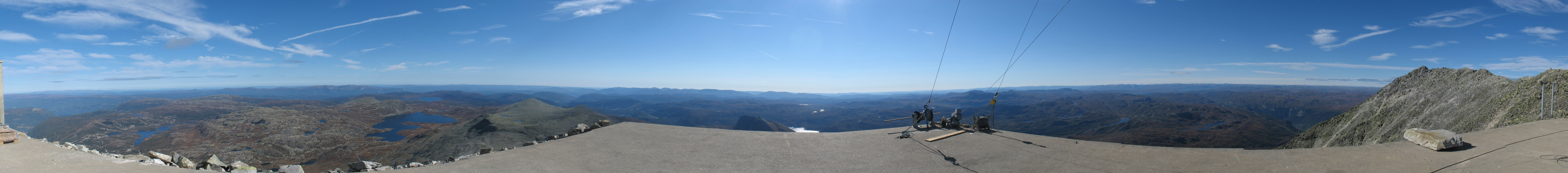
Vue depuis le Gaustatoppen, du nord-est vers le nord-ouest en passant par le sud.